# Das Tal des Lebens
Das Tal des Lebens ist ein Roman von John Christopher, der 1956 in der englischsprachigen Originalausgabe unter dem Titel The Death of Grass und auf Deutsch 1959 in der Übersetzung durch Gerhard Thebs im Gebrüder Weiss Verlag erschien.
Er wurde 1970 unter dem US-Filmtitel No Blade of Grass verfilmt.

## Handlung
Der Roman spielt in der Zeit seiner Entstehung. Ausgehend vom Fernen Osten verbreitet sich ein Virus, das sämtliche Gras- und Getreidesaaten vernichtet. Techniker und Wissenschaftler erringen im Kampf gegen es mehrmals nur Schein-Erfolge. Die Katastrophe erfasst nach China und anderen asiatischen Ländern mit ganzer Wucht auch Großbritannien, da dessen Regierung vor dem Hintergrund wahltaktischer und gewinngerichteter Spekulationen auf eine technische Abwehr des Virus setzt, statt rechtzeitig den Umstieg auf Kartoffelanbau zu verordnen, und die anderen angelsächsischen Staaten ab einem bestimmten Punkt das eigene Wohlergehen über die Blutsbrüderschaft mit den Engländern zu stellen beginnen. Die Protagonisten des Romans, die Londoner Familien des Ingenieurs John Custance und des Presse-Offiziers Roger Buckley, flüchten im letzten Moment mit dem taktisch und im Schießen beschlagenen Waffenhändler Henry Pirrie und dessen Frau aus der Hauptstadt, in der die öffentliche Ordnung bald auch durch das Militär nicht mehr aufrechterhalten werden kann. Ziel ist die abgelegene und von der Umgebung abgeriegelte Farm Blind Gill (das Tal des Lebens), die David, der Bruder von John, bewirtschaftet. Auf dem Weg dorthin beginnen die Erwachsenen bald, auch vor den Augen ihrer Kinder kurzfristige Vorteile sogar über das Leben einzelner von ihren Mitbürgern zu stellen. Aber die Custances und Buckleys werden auch selbst ausgeraubt und vergewaltigt. Sie erreichen schließlich mit einer größeren Schar weiterer heimatlos Gewordener ihr Ziel, können aber auch die letzten Meter in das mittlerweile schon voll besetzte Tal nur mit Gewalt überwinden, da sie den Rat des auch akademisch gebildeten Bruders missachtet haben, dass sie nicht zu spät aufbrechen sollten.